# Tress MacNeille
 (octobre 2019).
Si vous disposez d'ouvrages ou d'articles de référence ou si vous connaissez des sites web de qualité traitant du thème abordé ici, merci de compléter l'article en donnant les références utiles à sa vérifiabilité et en les liant à la section « Notes et références ».
Pour les articles homonymes, voir MacNeille.
Tress MacNeille est une actrice américaine née le 20 juin 1951 à Chicago (Illinois, États-Unis).
Elle est particulièrement connue pour prêter sa voix dans de nombreuses œuvres d'animation, dont Futurama. Elle est la voix officielle de Daisy Duck depuis 1999.

## Filmographie

### Cinéma
- 1985 : The Compleat Al (vidéo) : Francine / Lucy Ricardo
- 1986 : Le Château dans le ciel (Tenkû no shiro Rapyuta) (voix)
- 1988 : Little Nemo: Adventures in Slumberland : Elevator Creature (voix)
- 1988 : Elvira, maîtresse des ténèbres (Elvira, Mistress of the Dark) : La journaliste télé
- 1991 : Omer, le roi des cabots (Rover Dangerfield) : Additional Voices (voix)
- 1992 : Les Vacances des Tiny Toon (Tiny Toon Adventures: How I Spent My Vacation) (vidéo) : Barbara Ann 'Babs' Bunny / Babs' Mother / Big Boo (voix)
- 1992 : The 'Weird Al' Yankovic Video Library: His Greatest Hits (vidéo) : Lucy Ricardo (Ricky)
- 1992 : Porco Rosso (Kurenai no buta) de Hayao Miyazaki : Additional Voices
- 1994 : Le Petit Dinosaure : Petit-Pied et son nouvel ami (The Land Before Time II: The Great Valley Adventure) (vidéo) : Maman Maiasaur (voix)
- 1994 : Yakko's World: An Animaniacs Singalong (vidéo) : Dot
- 1994 : Pompoko : Oroku Baba (voix)
- 1994 : L'Irrésistible North (North) de Rob Reiner : Mme Tremaine (voix)
- 1994 : I'm Mad : Dot Warner (voix)
- 1995 : Le Petit Dinosaure : La Source miraculeuse (The Land Before Time III: The Time of the Great Giving) (vidéo) : Stegosaurus / Spike / mère de Ducky (voix)
- 1995 : Gordy : Wendy (voix)
- 1995 : Carrotblanca : Penelope (voix)
- 1996 : Le Petit Dinosaure : Voyage au pays des brumes (The Land Before Time IV: Journey Through the Mists) (vidéo) : mère d'Ali / Dil (voix)
- 1996 : 'Weird Al' Yankovic: The Videos (vidéo) : Lucy Ricardo (Ricky)
- 1996 : L'Incroyable Voyage 2 : À San Francisco (Homeward Bound II: Lost in San Francisco) de David Richard Ellis : French Poodle (voix)
- 1997 : Le Petit Dinosaure : L'Île mystérieuse (The Land Before Time V: The Mysterious Island) (vidéo) : mère de Ducky (voix)
- 1997 : A Rugrats Vacation (vidéo) : Charlotte Pickles
- 1997 : Annabelle : un amour de petite vache : Hens (voix)
- 1998 : Batman et Mr. Freeze : Subzero (Batman & Mr. Freeze: SubZero) (vidéo) : Voix additionnelles (voix)
- 1998 : Les Razmoket, le film (The Rugrats Movie) de Norton Virgien et Igor Kovaljov : Charlotte Pickles (voix)
- 1999 : Hercules: Zero to Hero (vidéo) : Clotho (voix)
- 1999 : Mouseworks Opera Box : Daisy Duck
- 1999 : Wakko's Wish (Wakko's Wish) (vidéo) : Dot Warner / Hello Nurse / Mindy's Mother (voix)
- 1999 : Scooby-Doo et le fantôme de la sorcière (Scooby-Doo and the Witch's Ghost) (vidéo) : Sarah Ravencroft (voix)
- 1999 : Nuttiest Nutcracker (vidéo) : L'il Pea; Broccoli Floret (voix)
- 1999 : Winnie l'ourson : Joyeux Noël (Winnie the Pooh: Seasons of Giving) (vidéo) : Kanga (voix)
- 1999 : Mickey, il était une fois Noël (Mickey's Once Upon a Christmas) (vidéo) : Chip / Daisy / Aunt Gurtie (voix)
- 1999 : Toy Story 2 : Daisy Duck (voix)
- 2000 : Le Petit Dinosaure : La Pierre de feu (The Land Before Time VII: The Stone of Cold Fire) (vidéo) : mère de Ducky / mère de Petrie (voix)
- 2000 : Les Razmokets à Paris - Le film (Rugrats in Paris: The Movie - Rugrats II) : Charlotte Pickles (voix)
- 2001 : La Cour de récré : Vive les vacances ! (Recess: School's Out) : Ms. Lemon / Lunchlady Irma / Opera Director / Dr. Steinheimer (voix)
- 2001 : La Belle et le Clochard 2 : L'Appel de la rue (Lady and the Tramp II: Scamp's Adventure) (vidéo) : tante Sarah / Am (chat siamois) (voix)
- 2001 : Mickey, la magie de Noël (Mickey's Magical Christmas: Snowed In at the House of Mouse) (vidéo) : Daisy Duck, Chip 'n' Dale
- 2001 : Le Petit Dinosaure : La Pluie d'étoiles glacées  (The Land Before Time II: The Great Valley Adventure) (vidéo) : mère de Ducky (voix)
- 2002 : Cendrillon 2 : Une vie de princesse (Cinderella II: Dreams Come True) (vidéo) : Anastasia (voix)
- 2002 : Tom et Jerry et l'Anneau magique (Tom and Jerry: The Magic Ring) (vidéo) : Margaret and Mom (voix)
- 2002 : Hé Arnold !, le film (Hey Arnold!: The Movie) : Grandma Gertie 'Pookie' / Mayor Dixie / Red (voix)
- 2002 : Mickey, le club des méchants (Mickey's House of Villains) (vidéo) : Daisy Duck / Queen of Hearts / Si / Am / The Fates (voix)
- 2002 : Le Petit Dinosaure : Mo, l'ami du grand large (The Land Before Time IX: Journey to Big Water) (vidéo) : mère de Ducky (voix)
- 2003 : Animatrix (The Animatrix) (vidéo) : Housewife / Kenny (segment "Beyond") (voix)
- 2003 : Les Razmoket rencontrent les Delajungle (Rugrats Go Wild!) : Charlotte Pickles (voix)
- 2003 : George de la jungle 2 (vidéo) : Tiger (voix)
- 2003 : Stitch ! le film (vidéo) : Additional Voice (s) (voix)
- 2003 : 'Weird Al' Yankovic: The Ultimate Video Collection (vidéo) : Lucy (Ricky)
- 2003 : The Whizzard of Ow : Answering Machine (voix)
- 2004 : Le Roi lion 3 : Hakuna Matata (vidéo) : Additional Voices (voix)
- 2004 : The Search for Mickey Mouse : Daisy Duck (voix)
- 2004 : Van Helsing, mission à Londres (Van Helsing: The London Assignment) (vidéo) : Queen Victoria (voix)
- 2004 : Les Chroniques de Riddick : Dark Fury (The Chronicles of Riddick: Dark Fury) (vidéo) : Chillingsworth (voix)
- 2004 : Mickey, Donald, Dingo : Les Trois Mousquetaires (vidéo) : Daisy (voix)
- 2004 : Mulan 2 : La Mission de l'Empereur (vidéo) : Addtional Voices (voix)
- 2004 : Mickey, il était deux fois Noël (vidéo) : Daisy (voix)
- 2005 : Kuzco 2 : King Kronk (vidéo) : Additional Voices (voix)
- 2005 : Le Petit Dinosaure : L'Invasion des Minisaurus (The Land Before Time XI: Invasion of the Tinysauruses) (vidéo) : mère de Becky / mère de Pétrie (voix)
- 2005 : Tom et Jerry: La course de l'année (Tom and Jerry: The Fast and the Furry) (vidéo) : Soccer Mom / Lady / Tour Girl (voix)
- 2006 : Le Petit Dinosaure : Le Jour du grand envol (The Land Before Time XII: The Great Day of the Flyers) (video) : mère de Pétrie (voix)
- 2007 : Le Sortilège de Cendrillon (Cinderella III: A Twist in Time) (vidéo) : Anastasie de Trémaine
- 2007 : Cendrillon et le Prince (pas trop) charmant (Happily N'Ever After) : Sorcière (voix)
- 2007 : Les Simpson, le film (The Simpsons Movie) : Colin, Agnès Skinner, Madame Muntz, Voix additionnelles (voix)
- 2007 : Bee Movie : Drôle d'abeille (Bee Movie) : Jeanette Chung, mère, vache (voix)
- 2008 : Futurama Bender's Game (vidéo) : M'man / Linda / Voix additionnelles
- 2008 : Garfield et Cie (The Garfield Show) : Esmeralda Brubaker
- 2011 : La Revanche du Petit Chaperon rouge (Hoodwinked Too! Hood vs. Evil) : Vera, voix de femme (voix)
- 2022 : Tic et Tac, les rangers du risque (Chip 'n Dale: Rescue Rangers) d'Akiva Schaffer
- 2023 : Il était une fois un studio (Once Upon a Studio) : Daisy Duck et Chip (voix)

### Télévision
- 1979 : Scooby-Doo et Scrappy-Doo (série télévisée) : Voix additionnelles (voix)
- 1981 : Les Schtroumpfs (The Smurfs) (série télévisée) : Voix additionnelles (voix)
- 1983 : Rubik, the Amazing Cube (série télévisée) : Voix additionnelles
- 1983 : Alvin et les Chipmunks (Alvin & the Chipmunks) (série télévisée) : Voix additionnelles (voix)
- 1984 : Voltron (Voltron: Defender of the Universe) (série télévisée) : Merla (voix)
- 1984 : Le Défi des Gobots (Challenge of the GoBots) (série télévisée) : Voix additionnelles (voix)
- 1985 : It's Punky Brewster (série télévisée) : Voix additionnelles (voix)
- 1985 : Les Wuzzles (The Wuzzles) (série télévisée) : Mrs. Pedigree (voix)
- 1985 : Les Gummi (The Gummi Bears) (série télévisée) : Lady Bane (voix)
- 1986 : Lazer Tag Academy (série télévisée) : Mrs. Jaren
- 1986 : Mon petit poney (My Little Pony and Friends) (série télévisée) : Voix additionnelles (voix)
- 1986 : Les Pierrafeu en culottes courtes (The Flintstone Kids) (série télévisée) : Voix additionnelles (1986-1990)
- 1987 : Tortues Ninja : Les Chevaliers d'écaille (Teenage Mutant Ninja Turtles) (feuilleton TV) : Kala the Neutrino
- 1987 : Sab Rider (Saber Rider and the Star Sheriffs) (série télévisée)
- 1988 : Scooby-Doo (A Pup Named Scooby-Doo) (série télévisée) : Voix additionnelles (voix)
- 1988 : Denver, le dernier dinosaure (Denver, the Last Dinosaur) (série télévisée) (voix)
- 1989 : Tic et Tac, les rangers du risque (Chip 'n Dale: Rescue Rangers) (série télévisée) : Tic / Gadget / Zipper (voix)
- 1989-... : Les Simpson (The Simpsons) (série télévisée) : Voix additionnelles
- 1990 : Widget (série télévisée) : Voix additionnelles
- 1990 : Super Baloo (TaleSpin) (série télévisée) : Kitten Caboodle (voix)
- 1990 : Zazoo U (série télévisée) : Ms. Devine (voix)
- 1990 : Le Magicien d'Oz ("The Wizard of Oz") (série télévisée) : La sorcière de l'ouest (voix)
- 1991 : A Wish for Wings That Work : The Chicken (voix)
- 1991 : Le Tourbillon noir (Pirates of Darkwater) (série télévisée) : Voix additionnelles (saison 2) (voix)
- 1991 : Myster Mask (Darkwing Duck) (série télévisée) : Opal Windbag, Webwa Walters, Voix additionnelles (voix)
- 1991 : Les Razmoket (Rugrats) (série télévisée) : Charlotte Pickles (1992-2004) (voix)
- 1992 : The Plucky Duck Show (série télévisée) : Barbera Ann "Babs" Bunny (voix)
- 1992 : Mother Goose & Grimm (série télévisée) : Voix additionnelles (voix)
- 1992 : It's a Wonderful Tiny Toons Christmas Special : Barbara Ann 'Babs' Bunny (voix)
- 1992 : Raw Toonage (série télévisée) : Femme carrote (voix)
- 1992 : La Petite sirène (The Little Mermaid) (série télévisée) : Voix additionnelles (voix)
- 1993 : Mr. Bogus (série télévisée) (voix)
- 1993 : Cro (série télévisée) (voix)
- 1993 : Bonkers (série télévisée) : Cheryl Germ / Francine Kanifky / Voix additionnelles (voix)
- 1993 : Shnookums and Meat Funny Cartoon Show (série télévisée) : Wife (voix)
- 1993 : Hollyrock-a-Bye Baby (voix)
- 1994 : Tiny Toons Spring Break : Barbara Ann 'Babs' Bunny (voix)
- 1994 : Beethoven (série télévisée) : Alice Newton / Ginger (voix)
- 1994 : Aladdin (série télévisée) : Voix additionnelles (voix)
- 1995 : The Mask (The Mask) (série télévisée) : Mrs. Peenman (voix)
- 1995 : A Pinky & the Brain Christmas Special (voix)
- 1995 : Tiny Toon Adventures: Night Ghoulery : Barbara Ann "Babs" Bunny (voix)
- 1995 : Timon et Pumbaa (The Lion King's Timon & Pumbaa) (série télévisée) : Shenzi / Voix additionnelles (voix)
- 1995 : Freakazoid! (série télévisée) : Debbie Douglas / Cobra Queen (voix)
- 1996 : Superman: The Last Son of Krypton : Mrs. Stevenson (voix)
- 1996 : Les Rangers de l'espace (Road Rovers) (série télévisée) : Colleen (voix)
- 1996 : Captain Simian & The Space Monkeys (série télévisée) : Voix additionnelles (voix)
- 1996 : Hé Arnold ! (Hey Arnold!) (série télévisée) : Grandma 'Pookie' Gertie / Miss Slovak / Additional Voices (voix)
- 1996 : Le Livre de la jungle, souvenirs d'enfance (Jungle Cubs) (série télévisée) : Mahra (voix)
- 1997 : La Cour de récré (Recess) (série télévisée) : Ms. Lemon / Bertha / Lunchlady Irma (voix)
- 1998 : Voltron: The Third Dimension (série télévisée) : Lafitte (voix)
- 1999 : Queer Duck (série télévisée) : Dr. Laura / Other Characters
- 1999 : Mickey Mania (Mickey Mouse Works) (série télévisée) : Daisy Duck / Tic et Tac / Voix additionnelles (voix)
- 1999 : Olive, the Other Reindeer : Mrs. Claus / Mrs. Eskimo (voix)
- 1999 : Batman, la relève : le Film (Batman Beyond: The Movie) : Ms. Winston
- 1999 : Futurama : M'man / Linda / Voix additionnelles
- 2000 : Profession : critique (série télévisée) : Other Character Voices (voix)
- 2000 : Ginger (série télévisée) : Robert Joseph 'Hoodsey' Bishop (voix)
- 2001 : One Saturday Morning (série télévisée) : Billy (voix)
- 2001 : Disney's tous en boîte (House of Mouse) (série télévisée) : Daisy Duck / Tic et Tac / Reine de cœur / Flora / Le petit chaperon rouge / The Fates / Voix additionnelles (voix)
- 2001 : Galaxie Lloyd (Lloyd in Space) (série télévisée) : Mrs. Bolt (voix)
- 2001 : The Rugrats: All Growed Up : Charlotte C. Pickles (voix)
- 2001 : The Flintstones: On the Rocks : Wilma Flintstone (voix)
- 2003 : Razbitume ! (All Grown Up) (série télévisée) : Charlotte Pickles (voix)
- 2003 : Lilo et Stitch, la série (Lilo & Stitch: The Series) : Bonnie, Felix-Oscar / Bonnie: Epérience 149, Voix additionnelles
- 2004 : Dave le barbare (Dave the Barbarian) (série télévisée) : Fang / Cheesette (voix)
- 2004 : Le Roi de Las Vegas (Father of the Pride) : Chimi / Changa / Voix additionnelles
- 2005 :  Jimmy Neutron (The Adventures of Jimmy Neutron:

Boy Genius) : Annabelle / Tante Kari / Grand-tante Amanda (1 épisode)
- 2005 : Chadébloc (Catscratch) : Sassyfrass  (1 épisode)
- 2006 : La Maison de Mickey (Mickey Mouse Clubhouse) (série télévisée) : Daisy Duck / Tic (voix)
- 2007 : Avatar, le dernier maître de l'air (Avatar: The Last Airbender) : Yangchen / Hama / Voix additionnelles
- 2008 : La Ferme en folie ( 	Back at the Barnyard) : Mère Beady, Grand-tante Gertie, Lady A
- 2008 : Garfield et Cie (The Garfield Show) : Esmeralda Brubaker, Weakest Brain Hostess, Voix additionnelles
- 2010 : Ça bulle ! (Fish Hooks) : Bassy
- 2011 : La Boutique de Minnie (Minnie's Bow-Toons) (série télévisée) : Daisy Duck (voix)
- 2013 : Mickey Mouse (série télévisée) : Daisy Duck / Tic (voix)
- 2013 : Princesse Sofia (Sofia the First) : Pimprenelle
- 2014 : Rick et Morty (Rick and Morty) : Caretaker, Mère de Roy, Madame Tate
- 2014 : Sonic Boom : Voix additionnelles
- 2014 : Les Végétaloufs dans la place (VeggieTales in the House) : Madame Blueberry, Junior Asparagus, Laura Carrot, Petunia Rhubarb, Voix additionnelles
- 2014 : Les 7N (The 7D) : Gingerbread Witch, Lady Ginorma, Maid Marzipan, Voix additionnelles
- 2015 : Le Show de M. Peabody et Sherman (The Mr. Peabody & Sherman Show) (série télévisée) : Florence Nightengale / L'Oracle, Voix additionnelles
- 2017 : Hé Arnold ! : Mission Jungle (Hey Arnold!: The Jungle Movie) (téléfilm) : Grand-mère Gertie (voix)
- 2017 : Mickey et ses amis : Top Départ ! (Mickey and the Roadster Racers) (série télévisée) : Daisy Duck / Tic (voix)
- 2017 : Les Histoires Toc-Toc de Tic & Tac (Chip ‘N’ Dale : Nutty Tales) (série télévisée) : Daisy Duck / Tic (voix)
- 2018-2023 : Désenchantée (Disenchantment) : la reine Oona (voix)
- 2018 : La Légende des Trois Caballeros (Legend of the Three Caballeros) (série télévisée) : Daisy Duck (voix)
- 2018 : Les Aventures extraordinaires de Capitaine Superslip (The Epic Tales of Captain Underpants) (série télévisée) : Ms. Hurd / DJ Drowsy Drawers
- 2020 : La Bande à Picsou (Ducktales) (série télévisée de 2017-En cours) : Daisy Duck (voix)
- 2020 : Amphibia (série télévisée : Doris (1 épisode)
- 2020 :Animaniacs (série télévisée) : Dot Warner
- 2020 : Le Monde Merveilleux de Mickey (The Wonderful World of Mickey Mouse) (série télévisée) : Daisy Duck (voix)
- 2021 : Mickey Mouse Funhouse (série télévisée) : Daisy Duck (voix)